# Gaëtan Courtet
Gaëtan Courtet (Lorient, 22 febbraio 1989) è un calciatore francese, attaccante del Valenciennes.

## Carriera
Nella stagione 2012-2013 ha disputato 30 incontri in Ligue 1 con la maglia del Reims.
Il 15 gennaio 2015 passa al Brest in prestito con diritto di riscatto legato all'eventuale promozione in Ligue 1 del club bretone.